# Associazione Calcio Messina 1938-1939
Questa pagina raccoglie i dati riguardanti l'Associazione Calcio Messina nelle competizioni ufficiali della stagione 1938-1939.

## Rosa
| N. |                   | Ruolo | Calciatore           |
| -- | ----------------- | ----- | -------------------- |
|    | Italia (bandiera) | A     | Arturo Bancora       |
|    | Italia (bandiera) | D     | Guglielmo Baracco    |
|    | Italia (bandiera) | A     | Luciano Benassi      |
|    | Italia (bandiera) | C     | Oreste Benet         |
|    | Italia (bandiera) | D     | Giuseppe Bertoncello |
|    | Italia (bandiera) | D     | Giovanni Busti       |
|    | Italia (bandiera) | A     | Filippo Caprì        |
|    | Italia (bandiera) | A     | Giovanni Corallo     |
|    | Italia (bandiera) | A     | Bruno Culot          |

| N. |                   | Ruolo | Calciatore          |
| -- | ----------------- | ----- | ------------------- |
|    | Italia (bandiera) | C     | Aldo Ducceschi      |
|    | Italia (bandiera) | P     | Giacomo Fincato     |
|    | Italia (bandiera) | A     | Adriano Gè          |
|    | Italia (bandiera) | A     | Emilio Greco        |
|    | Italia (bandiera) | C     | Emanuele Interlandi |
|    | Italia (bandiera) | P     | Giovanni Monteleone |
|    | Italia (bandiera) | C     | Giuseppe Pistorino  |
|    | Italia (bandiera) | C     | Marino Puccin       |
|    | Italia (bandiera) | A     | Renato Quartarone   |